# A Kecskeméti TE 2010–2011-es szezonja
A Kecskeméti TE, szponzorált nevén Kecskeméti TE - ERECO a 2009/2010-es szezonban az NB I-ben a tizedik helyen végzett, így sikerült bent maradnia az élvonalban. Ez a klub történetének harmadik első osztályú szezonja, ezenkívül a csapat 2011. június 11-én ünnepelte alapításának centenáriumát is.

## Átigazolások
A nyári átigazolási időszakban távozott a klubtól több kiegészítő játékos, valamint a rutinos hátvéd, Schindler Szabolcs. Emellett a Paks csapatával gyakorlatilag kicserélték Montvai Tibort Tököli Attilára. Bori Gábort és Francis Litsingit sikerült a kölcsönjátékuk után végleg leigazolniuk, valamint érkezett több, korábban újpesti kötődésű játékos is.
Nyári átigazolási időszak
| #  |                           | Poszt | Név                                                   |
| -- | ------------------------- | ----- | ----------------------------------------------------- |
| 6  | magyar                    | V     | Balogh Béla (MTK)                                     |
| 21 | magyar                    | KP    | Bori Gábor (MTK, kölcsön után leigazolva)             |
| 19 | Elefántcsontpart          | CS    | Sindou Dosso (Nyíregyháza)                            |
| 17 | Kamerun                   | KP    | Bodiong Christian Ebala (Kazincbarcikai SC)           |
| 20 | Közép-afrikai Köztársaság | KP    | Foxi Kéthévoama (Újpest FC)                           |
| 18 | Kongói Köztársaság        | CS    | Francis Litsingi (Újpest FC, kölcsön után leigazolva) |
| 85 | magyar                    | V     | Mohl Dávid (DVSC, kölcsönben)                         |
| 28 | szlovák                   | K     | Ribánszki László (FC Spartak Trnava)                  |
| 27 | magyar                    | CS    | Szabó Tamás (NB III-as keretből)                      |
| 55 | magyar                    | CS    | Tököli Attila (Paksi FC)                              |
| 88 | magyar                    | V     | Tölgyesi Viktor (NB III-as keretből)                  |
| 1  | magyar                    | K     | Tóth Zoltán (Békéscsaba, kölcsönből vissza)           |
| 3  | magyar                    | V     | Electo Wilson (Újpest FC)                             |

| #  |                           | Poszt | Név                                                   |
| -- | ------------------------- | ----- | ----------------------------------------------------- |
| 6  | magyar                    | V     | Balogh Béla (MTK)                                     |
| 21 | magyar                    | KP    | Bori Gábor (MTK, kölcsön után leigazolva)             |
| 19 | Elefántcsontpart          | CS    | Sindou Dosso (Nyíregyháza)                            |
| 17 | Kamerun                   | KP    | Bodiong Christian Ebala (Kazincbarcikai SC)           |
| 20 | Közép-afrikai Köztársaság | KP    | Foxi Kéthévoama (Újpest FC)                           |
| 18 | Kongói Köztársaság        | CS    | Francis Litsingi (Újpest FC, kölcsön után leigazolva) |
| 85 | magyar                    | V     | Mohl Dávid (DVSC, kölcsönben)                         |
| 28 | szlovák                   | K     | Ribánszki László (FC Spartak Trnava)                  |
| 27 | magyar                    | CS    | Szabó Tamás (NB III-as keretből)                      |
| 55 | magyar                    | CS    | Tököli Attila (Paksi FC)                              |
| 88 | magyar                    | V     | Tölgyesi Viktor (NB III-as keretből)                  |
| 1  | magyar                    | K     | Tóth Zoltán (Békéscsaba, kölcsönből vissza)           |
| 3  | magyar                    | V     | Electo Wilson (Újpest FC)                             |

| #  |         | Poszt | Név                                             |
| -- | ------- | ----- | ----------------------------------------------- |
| 9  | Nigéria | CS    | Dudu (Kuopion PS)                               |
| 23 | magyar  | CS    | Hegedűs Ádám (NB III-as kerethez)               |
| 16 | szlovén | V     | Aleš Kokot (? )                                 |
| 19 | magyar  | CS    | Kormos László (Bajai LSE)                       |
| 6  | bosnyák | V     | Dalio Memić (FK Velež Mostar)                   |
| 20 | magyar  | KP    | Menyhárt Attila (REAC)                          |
| 7  | magyar  | CS    | Montvai Tibor (Paksi FC)                        |
| 3  | brazil  | V     | Robson de Sousa (Mezőkövesd-Zsóry SE)           |
| 36 | magyar  | V     | Schindler Szabolcs (Szolnoki MÁV FC)            |
| 4  | magyar  | V     | Szűcs István (Debreceni VSC, kölcsönből vissza) |
| 31 | szlovén | CS    | Uroš Veselič (NK Drava Ptuj)                    |
| 20 | magyar  | KP    | Vörös Péter (Szolnoki MÁV FC)                   |

| #  |         | Poszt | Név                                             |
| -- | ------- | ----- | ----------------------------------------------- |
| 9  | Nigéria | CS    | Dudu (Kuopion PS)                               |
| 23 | magyar  | CS    | Hegedűs Ádám (NB III-as kerethez)               |
| 16 | szlovén | V     | Aleš Kokot (? )                                 |
| 19 | magyar  | CS    | Kormos László (Bajai LSE)                       |
| 6  | bosnyák | V     | Dalio Memić (FK Velež Mostar)                   |
| 20 | magyar  | KP    | Menyhárt Attila (REAC)                          |
| 7  | magyar  | CS    | Montvai Tibor (Paksi FC)                        |
| 3  | brazil  | V     | Robson de Sousa (Mezőkövesd-Zsóry SE)           |
| 36 | magyar  | V     | Schindler Szabolcs (Szolnoki MÁV FC)            |
| 4  | magyar  | V     | Szűcs István (Debreceni VSC, kölcsönből vissza) |
| 31 | szlovén | CS    | Uroš Veselič (NK Drava Ptuj)                    |
| 20 | magyar  | KP    | Vörös Péter (Szolnoki MÁV FC)                   |

Idény közben történt változások

### Az őszi idény közben távoztak
| # |             | Poszt | Név                                         |
| - | ----------- | ----- | ------------------------------------------- |
| 4 | montenegrói | V     | Mladen Lambulić (visszavonult)              |
| 9 | magyar      | CS    | Simon Attila (Zalaegerszegi TE, kölcsönben) |

Téli átigazolási időszak
| # |            | Poszt | Név                                                    |
| - | ---------- | ----- | ------------------------------------------------------ |
|   | Montenegró | K     | Zoran Aković (FK Mogren)                               |
|   | magyar     | V     | Koszó Balázs (Szigetszentmiklósi TK kölcsönből vissza) |
|   | magyar     | V     | Preklet Csaba (Reggina Calcio kölcsönben)              |
|   | Szerbia    | V     | Sinisa Radanović (FK Hajduk Kula)                      |
|   | magyar     | CS    | Simon Attila (Zalaegerszegi TE kölcsönből vissza)      |
|   | Montenegró | CS    | Goran Vujović (Videoton FC kölcsönben)                 |

| # |            | Poszt | Név                                                    |
| - | ---------- | ----- | ------------------------------------------------------ |
|   | Montenegró | K     | Zoran Aković (FK Mogren)                               |
|   | magyar     | V     | Koszó Balázs (Szigetszentmiklósi TK kölcsönből vissza) |
|   | magyar     | V     | Preklet Csaba (Reggina Calcio kölcsönben)              |
|   | Szerbia    | V     | Sinisa Radanović (FK Hajduk Kula)                      |
|   | magyar     | CS    | Simon Attila (Zalaegerszegi TE kölcsönből vissza)      |
|   | Montenegró | CS    | Goran Vujović (Videoton FC kölcsönben)                 |

| #  |        | Poszt | Név                                           |
| -- | ------ | ----- | --------------------------------------------- |
|    | magyar | KP    | Bagi István (Mezőkövesd-Zsóry SE kölcsönben)  |
|    | magyar | CS    | Balog Marcell (Ceglédi VSE kölcsönben)        |
| 10 | magyar | CS    | Csordás Csaba (BFC Siófok)                    |
|    | magyar | CS    | Hegedűs Ádám (Mezőkövesd-Zsóry SE kölcsönben) |
|    | magyar | K     | Holczer Ádám (Nyíregyháza Spartacus FC)       |
|    | magyar | KP    | Koncz Zsolt (Ceglédi VSE)                     |
| 12 | magyar | KP    | Némedi Norbert (Szolnoki MÁV FC)              |
|    | magyar | CS    | Simon Attila (Zalaegerszegi TE kölcsönben)    |

| #  |        | Poszt | Név                                           |
| -- | ------ | ----- | --------------------------------------------- |
|    | magyar | KP    | Bagi István (Mezőkövesd-Zsóry SE kölcsönben)  |
|    | magyar | CS    | Balog Marcell (Ceglédi VSE kölcsönben)        |
| 10 | magyar | CS    | Csordás Csaba (BFC Siófok)                    |
|    | magyar | CS    | Hegedűs Ádám (Mezőkövesd-Zsóry SE kölcsönben) |
|    | magyar | K     | Holczer Ádám (Nyíregyháza Spartacus FC)       |
|    | magyar | KP    | Koncz Zsolt (Ceglédi VSE)                     |
| 12 | magyar | KP    | Némedi Norbert (Szolnoki MÁV FC)              |
|    | magyar | CS    | Simon Attila (Zalaegerszegi TE kölcsönben)    |

Idény közben történt változások

### A tavaszi idény közben távoztak
| # |  | Poszt | Név |
| - |  | ----- | --- |

## Edzőváltás
2010. szeptember 27-én a csapat közös megegyezéssel szerződést bontott Urbányi István vezetőedzővel. Két mérkőzésen Losonczy László és Szabó István ültek a kispadon, majd október 13-án bejelentették, Tomislav Sivić veszi kezébe az együttes irányítását.

## Válogatott szereplések
A szezon során először fordult elő a KTE történelme során, hogy valamelyik labdarúgója valamelyik nemzeti válogatottban játszhatott, miközben a Kecskeméti TE-vel volt élő szerződése. Mindkét játékos szereplésére a 2012-es afrikai nemzetek kupája selejtezői során került sor. Még ebben a szezonban sikerült Tököli Attila személyében az első játékost delegálnia a KTE-nek a felnőtt magyar válogatottba.
- Francis Litsingi kétszer is kapott behívót a Kongói labdarúgó-válogatott mérkőzéseire, ahol ugyan nem lépett pályára Szudán (idegenben 0:2) ellen, később viszont Szváziföld (otthon 3:1) ellen már játszott.[28][29]
- Foxi Kéthévoama góljával aktív részese volt a Közép-afrikai labdarúgó-válogatott Algéria (otthon 2:0) elleni sikerének.[30]
- Patvaros Zsolt a korosztályos magyar válogatottban mutatkozhatott be két Görögország elleni mérkőzésen, melyeken egy 2:1-es győzelem, illvetve egy 1:1-es döntetlen részese volt.[31][32]
- Tököli Attila az Azerbajdzsán elleni (semleges helyszínen 2:0) barátságos mérkőzésen játszott végig egy félidőt.[33]
- Bertus Lajos és Preklet Csaba az U-21-es válogatott BFC Siófok ellen 2:1-re megnyert edzőmérkőzésén kaptak lehetőséget a bemutatkozásra.

## Mérkőzések
| Színmagyarázat | Színmagyarázat |
| -------------- | -------------- |
|                | Győzelem.      |
|                | Döntetlen.     |
|                | Vereség.       |

### Monicomp Liga 2010–11

#### Őszi szezon
| 1. forduló 2010. július 31. 19:00 |

| MTK Budapest                                                                               | 4 – 2               | Kecskeméti TE                                              |
| ------------------------------------------------------------------------------------------ | ------------------- | ---------------------------------------------------------- |
| Tischler 6' Kanta 28' Pintér 63' Könyves 71' 88′ Pátkai 53' Szabó 67' Pál 90+3' Sütő 90+3' | (2 – 2) Jegyzőkönyv | Litsingi 32' Tököli 33' 85' Csordás 77' Čukić 78' Bori 89′ |

| Hidegkuti Nándor Stadion, Budapest Nézőszám: 700 Játékvezető: Vad II. István (magyar) |

MTK: Szatmári - Vukadinović, Sütő, Vadnai (Zámbó, 63. p.), Pintér - Szekeres, Pátkai, Szabó Á. (könyves, 69.), Tischler - Kanta (Nikházi, 90.), Pál A.
Kecskeméti TE: Holczer - Bori, Némedi, Lambulić, Alempijević - Litsingi (Simon, 75.), Ebala, Cukić (Koncz, 57.), Savić - Tököli, Foxi (Csordás, 57.) 
| 2. forduló 2010. augusztus 7. 20:00 |

| Kecskeméti TE                  | 1 – 2               | Ferencváros                              |
| ------------------------------ | ------------------- | ---------------------------------------- |
| Tököli 45' Ebala 41' Čukić 69' | (1 – 1) Jegyzőkönyv | Rósa 4' Abdi 87' Csizmadia 49' Heinz 66' |

| Széktói Stadion, Kecskemét Nézőszám: 6 500 Játékvezető: Bede Ferenc (magyar) |

Kecskeméti TE: Holczer - Némedi, Balogh, Lambulić, Farkas - Litsingi, Ebala, Čukić (Dosso, 75.), Savić (Csordás, 80.) - Foxi (Wilson, 80.), Tököli
Ferencvárosi TC: Ranilovič - Balog, Tutorić, Csizmadia, Junior - Kulcsár (Abdi, 75.), Maróti, Andrezinho (Tóth B., 61.), Stanić - Rósa, Heinz
| 3. forduló 2010. augusztus 14. 19:00 |

| Debreceni VSC                                                        | 6 – 2               | Kecskeméti TE                                                   |
| -------------------------------------------------------------------- | ------------------- | --------------------------------------------------------------- |
| Kiss 18' 87′ Coulibaly 33' Czvitkovics 47' 84' Kabát 86' Dombi 90+1' | (2 – 0) Jegyzőkönyv | Kéthévoama 49' 74' Ebala 75' Tököli 77′ Čukić 87' Holczer 90+1' |

| Oláh Gábor utcai stadion, Debrecen Nézőszám: 5 500 Játékvezető: Farkas Ádám (magyar) |

Debreceni VSC: Malinauskas – Bernáth, Komlósi, Mijadinoszki, Laczkó – Kulcsár (Varga, 53), Czvitkovics, Kiss Z., Szakály P. (dombi 76) – Kabát, Coulibaly
Kecskeméti TE: Holczer – Némedi (Simon, 64), Lambulić, Balogh B., Farkas I. – Csordás (Foxi, 46), Ebala, Savić (Cukić, 46), Bori – Litsingi, Tököli
| 4. forduló 2010. augusztus 21. 20:00 |

| Kecskeméti TE                                                          | 4 – 2               | Szolnoki MÁV                                                                          |
| ---------------------------------------------------------------------- | ------------------- | ------------------------------------------------------------------------------------- |
| Simon 3' (11-esből) Litsingi 5' 43' Balogh 20' Lambulić 21' Gyagya 29' | (4 – 1) Jegyzőkönyv | Alex 16' Remili 76' (11-esből) Hegedűs 3' Pető 18' Pisanjuk 26' Búrány 52' Molnár 85′ |

| Széktói Stadion, Kecskemét Nézőszám: 2 500 Játékvezető: Szilasi Szabolcs (magyar) |

Kecskeméti TE: Ribánszki – Bori, Lambulić, Gyagya (Némedi 43.), Balogh B. – Foxi, Ebala (Wilson 46.), Cukić, Koncz– Litsingi, Simon (Dosso 78.)
Szolnoki MÁV : Rézsó – Schindler, Cornaci, Hegedűs, Pető – Remili, Molnár Z., Búrány (Vörös 72.), Tchami-Ngangoue (Ngalle 69.)– Pisanjuk, Alex (Eimantas 46.)
| 5. forduló 2010. augusztus 28. 19:00 |

| Zalaegerszegi TE                                                                | 2 – 1               | Kecskeméti TE                            |
| ------------------------------------------------------------------------------- | ------------------- | ---------------------------------------- |
| Prince 9' (11-esből) 73' Kamber 17' Miljatovič 62' Bogunović 64' Miljatovič 82′ | (1 – 0) Jegyzőkönyv | Némedi 83' (11-esből) Ribánszki 52′, 66′ |

| ZTE Aréna, Zalaegerszeg Nézőszám: 2 200 Játékvezető: Solymosi Péter (magyar) |

Zalaegerszegi TE: Vlaszák - Kovács G., Bogunović, Varga, Illés (Delić 78.) - Szalai, Máté, Balázs (Kocsárdi 88.), Kamber - Mijatović, Prince (Horváth A. 83.)
Kecskeméti TE: Ribánszki – Bori, Lambulić, Balogh B., Farkas (Holczer 65.) – Foxi, Némedi, Cukić (Savić 55.), Koncz (Dosso 84.) – Litsingi, Tököli
| 6. forduló 2010. október 9. 16:30 |

| Kecskeméti TE                   | 1 – 0               | Haladás              |
| ------------------------------- | ------------------- | -------------------- |
| Némedi 79' (11-esből) Tököli 4' | (0 – 0) Jegyzőkönyv | Irhás 12' Molnár 20' |

| Széktói Stadion, Kecskemét Nézőszám: 1 500 Játékvezető: Solymosi Péter (magyar) |

Kecskeméti TE: Ribánszki – Némedi, Gyagya, Balogh B., Mohl – Bori, Ebala, Savić (Bertus, 65.), Farkas I. (Cukić, 55.) – Csordás, Tököli (Balog, 92.)
Szombathelyi Haladás: Rózsa – Schimmer, Guzmics, Lengyel, Tóth – Irhás (Obrić, 63.), Molnár, Simon Á. – Nagy G., Kenesei (Oross, 63.), Sipos (Lattenstein, 79.)
| 7. forduló 2010. szeptember 18. 19:00 |

| Lombard Pápa                                           | 4 – 1               | Kecskeméti TE                                              |
| ------------------------------------------------------ | ------------------- | ---------------------------------------------------------- |
| Gyömbér 8' 30' Takács 13' Rebryk 40' Heffler 90+8' 72' | (3 – 1) Jegyzőkönyv | Gyagya 11' 10' Holczer 40' Bori 43' Lambulić 45' Koncz 63' |

| Perutz Stadion, Pápa Nézőszám: 1 200 Játékvezető: Iványi Zoltán (magyar) |

Lombard Pápa: Szűcs L. – Takács P., Bíró, Farkas A., Németh M. – Quintero, Gyömbér, Bárányos – Abwo (Rebrik 34.), Marić (Jovánczai 92.), Heffler N.
Kecskeméti TE: Holczer – Bori, Gyagya, Lambulić, Balogh B. (Mohl 56.) – Ebala, Koncz (Savić 73.), Cukić, Alempijević (Csordás 46.)– Tököli, Litsingi
| 8. forduló 2010. szeptember 25. 18:00 |

| Kecskeméti TE   | 0 – 1               | Paksi FC                                                               |
| --------------- | ------------------- | ---------------------------------------------------------------------- |
| Alempijević 69′ | (0 – 0) Jegyzőkönyv | Montvai 90+4' 82' Fiola 44' Böde 47' Csehi 75' Magasföldi 77′ Éger 79' |

| Széktói Stadion, Kecskemét Nézőszám: 1 500 Játékvezető: Veizer Roland (magyar) |

Kecskeméti TE: Ribánszki – Mohl, Gyagya, Lambulić, Balogh B. (Wilson 85.) – Foxi (Bori 72.), Koncz, Cukić, Alempijević – Tököli, Litsingi (Csordás 56.)
Paksi FC: Csernyánszki – Heffler (Lisztes, 91.), Éger, Fiola, Csehi – Bartha, Böde, Sipeki, Vayer (Báló, 76.) – Montvai, Kiss T. (Magasföldi, 66.) 
| 9. forduló 2010. október 2. 18:00 |

| Kaposvári Rákóczi      | 2 – 1               | Kecskeméti TE                     |
| ---------------------- | ------------------- | --------------------------------- |
| Jawad 19' Oláh 37' 15' | (2 – 1) Jegyzőkönyv | Gyagya 12' 87' Bori 64' Čukić 71' |

| Rákóczi Stadion, Kaposvár Nézőszám: 1 500 Játékvezető: Miquel Alvaro Garcia (chilei) |

Kaposvári Rákóczi: Kovács Z. - Okuka, Zahorecz, Zsók, Gujić – Pedro, Hegedűs (Kulcsár, 54.) – Balázs, Oláh, Jawad (Pavlović, 75.)– Perić
Kecskeméti TE: Ribánszki – Némedi, Gyagya, Balogh B., Mohl – Csordás, Cukić, Koncz (Savić, 60.), Litsingi (Bori, 56.) – Foxi, Tököli
| 10. forduló 2010. október 16. 17:00 |

| Budapest Honvéd        | 1 – 2               | Kecskeméti TE                           |
| ---------------------- | ------------------- | --------------------------------------- |
| Rouani 49' Akassou 78′ | (0 – 2) Jegyzőkönyv | Tököli 18' 43' Ebala 45' Kéthévoama 78' |

| Bozsik József Stadion, Budapest Nézőszám: 3 500 Játékvezető: Szabó Zsolt (magyar) |

Budapest Honvéd: Kemenes – Takács, Botis, Debreceni, Hajdú – Abass, Akassou, Coira (Alfi, 73.), Danilo -  Rouani (Bojtor, 78.), Rufino (Sadjo, 64.)
Kecskeméti TE: Ribánszki – Némedi, Gyagya, Balogh B. (Lambulić, a szünetben), Mohl – Cukić, Ebala (Alempijević, 54.) – Bori, Foxi, Bertus – Tököli (Litsingi, 82.).
| 11. forduló 2010. október 23. 15:00 |

| Kecskeméti TE                                          | 2 – 4               | Videoton                                        |
| ------------------------------------------------------ | ------------------- | ----------------------------------------------- |
| Némedi 53' (11-esből) Csordás 66' Gyagya 53' Savić 66' | (1 – 1) Jegyzőkönyv | Alves 27' 46' Polonkai 62' 74' Nikolics 71' 72' |

| Széktói Stadion, Kecskemét Nézőszám: 3 500 Játékvezető: Bede Ferenc (magyar) Asszisztensek: Butkai Zsolt Medovarszki János |

Kecskeméti TE: Ribánszki – Némedi, Gyagya, Lambulić, Mohl – Cukić, Ebala – Bori, Foxi (Savić, 63.), Bertus (Csordás, 49.)– Tököli (Litsingi, 54.)
Videoton FC: Bozović – Lázár, Vaskó, Lipták, Andić – Elek, Sándor Gy. (Szakály, 80.), Farkas B. – Gosztonyi (Nikolić, 63.), Alves, Đorđić (Polonkai, a szünetben).
| 12. forduló 2010. október 30. 17:30 |

| Győri ETO                                                               | 2 – 1               | Kecskeméti TE                                  |
| ----------------------------------------------------------------------- | ------------------- | ---------------------------------------------- |
| Pilibaitis 18' (11-esből) Bugerra 38' Fehér 16' Đorđević 58' Völgyi 72' | (2 – 1) Jegyzőkönyv | Némedi 45+2' (11-esből) Ebala 76' Litsingi 82' |

| ETO Park, Győr Nézőszám: 1 500 Játékvezető: Andó-Szabó Sándor (magyar) |

Győri ETO: Radosavljević – Fehér Z., Stanišić, Đorđević, Szabó O. (Völgyi, 15.) – Ceolin, Trajković, Pilibaitis, Koltai (Temuraz, 62.)– Tokody (Ganugrava 90.), Búgerra
Kecskeméti TE: Ribánszki – Alempijević, Némedi, Balogh B., Mohl – Cukić (Dosso 80.), Savić (Ebala, 63.) – Bori (Csordás 80.), Foxi, Litsingi – Tököli
| 13. forduló 2010. november 6. 15:00 |

| Kecskeméti TE                                                                   | 4 – 3               | Újpest                                                          |
| ------------------------------------------------------------------------------- | ------------------- | --------------------------------------------------------------- |
| Kéthévoama 9' Alempijević 48' 49' Tököli 67' Čukić 80' Gyagya 75' Ribánszki 84' | (1 – 1) Jegyzőkönyv | Böőr 39' Rajczi 87' (11-esből) Barczi 89' Vermes 22' Szokol 57' |

| Széktói Stadion, Kecskemét Nézőszám: 3 000 Játékvezető: Solymosi Péter (magyar) |

Kecskeméti TE: Ribánszki – Némedi, Gagya, Balogh B., Mohl – Savić - Bori (Tököli, 66.), Alempijević (Patvaros, 83.), Cukić, Foxi (Csordás, 83.) - Litsingi
Újpest FC: Balajcza – Szokol (Kiss Z., 57.), Takács Z., Vermes, Pollák – Simek (Simon K., 71.), Mitrović, Egereszegi, Böőr – Rajczi, Tisza (Barczi, 71.)
| 14. forduló 2010. november 13. 15:00 |

| BFC Siófok       | 1 – 2               | Kecskeméti TE             |
| ---------------- | ------------------- | ------------------------- |
| Mohl 39' (öngól) | (1 – 1) Jegyzőkönyv | Kéthévoama 43' Tököli 76' |

| Révész Géza utcai stadion, Siófok Nézőszám: 1 000 Játékvezető: Kassai Viktor (magyar) |

BFC Siófok:Molnár P. - Fehér Zs. Mogyorósi, Graszl, Novák - Honma (Piller 70.), Tusori, Kecskés (Délczeg, a szünetben), Ivancsics (Kocsis 77), Lukács -Sowumni
Kecskeméti TE: Ribánszki – Bori (Ebala, 70.), Bagi, Balogh B., Mohl – Cukić, Savić – Alempijević, Foxi, Litsingi (Csordás 82.) – Tököli (Dosso 89.)
| 15. forduló 2010. november 20. 15:00 |

| Kecskeméti TE                                     | 3 – 1               | Vasas                 |
| ------------------------------------------------- | ------------------- | --------------------- |
| Alempijević 10' Litsingi 60' Ebala 67' Némedi 40' | (1 – 1) Jegyzőkönyv | Németh 30' Gáspár 66' |

| Széktói Stadion, Kecskemét Nézőszám: 2 000 Játékvezető: Veizer Roland (magyar) |

Kecskeméti TE: Ribánszki – Némedi (Ebala, 40.), Gyagya. Balogh R., Mohl – Cukić, Savić (Bori, 80.) – Alempijević, Foxi, Litsingi (Csordás, 76.) – Tököli
Vasas: Végh – Balog, Gáspár, Mileusnić (Arnaut, 39.) Kovács G. – Dobrić (Panchava, 70.), Pavičević – Németh (Bakos, 63.), Arsic, Katona – Ferenczi
| 16. forduló 2010. november 27. 16:00 |

| Kecskeméti TE                                                               | 3 – 0               | MTK Budapest                        |
| --------------------------------------------------------------------------- | ------------------- | ----------------------------------- |
| Tököli 14' 31' Savić 17' (11-esből) 22' Dosso 71' Čukić 83' Alempijević 90' | (3 – 0) Jegyzőkönyv | Kelemen 16' Könyves 27' Ladányi 83' |

| Széktói Stadion, Kecskemét Nézőszám: 1 500 Játékvezető: Bede Ferenc (magyar) |

Kecskeméti TE: Ribánszki – Alempijević, Ebala, Balogh B., Farkas I. – Cukić, Savić – Bori (Csordás, 62.), Foxi (Dosso, 69.), Litsingi (Bertus, 78.)– Tököli
MTK: Szatmári – Vukadinović, Sütő, Kelemen (Gál, 74.), Vadnai – Vukmir, Ladányi Könyves, Kanta J., Pál – Tischler (Szabó Á., a szünetben)

#### Tavaszi szezon
| 17. forduló 2011. február 25. 19:00 |

| Ferencváros                                        | 2 – 1               | Kecskeméti TE                         |
| -------------------------------------------------- | ------------------- | ------------------------------------- |
| Preklet 50' (öngól) Rósa 86' (11-esből) Tutorić 6' | (0 – 1) Jegyzőkönyv | Tököli 38' Alempijević 6' Preklet 49' |

| Albert Flórián Stadion, Budapest Nézőszám: 5 000 Játékvezető: Szabó Zsolt (magyar) |

| 18. forduló 2011. március 4. 17:00 |

| Kecskeméti TE                                                                             | 3 – 0               | Debreceni VSC                                              |
| ----------------------------------------------------------------------------------------- | ------------------- | ---------------------------------------------------------- |
| Balogh 35' (11-esből) Vujović 36' (11-esből) Salami 39' (öngól) Alempijević 31' Čukić 61' | (3 – 0) Jegyzőkönyv | Ramos 33' Nikolov 34' Czvitkovics 40' Illés 48' Farkas 89' |

| Széktói Stadion, Kecskemét Nézőszám: 3 000 Játékvezető: Vad II. István (magyar) |

| 19. forduló 2011. március 12. 14:30 |

| Szolnoki MÁV                                     | 2 – 1               | Kecskeméti TE                                         |
| ------------------------------------------------ | ------------------- | ----------------------------------------------------- |
| Remili 20' (11-esből) 26' Miličić 30' Némedi 36' | (2 – 0) Jegyzőkönyv | Tököli 58' Ribánszki 19' Alempijević 25' Litsingi 77' |

| Tiszaligeti stadion, Szolnok Nézőszám: 1 800 Játékvezető: Szilasi Szabolcs (magyar) |

| 20. forduló 2011. március 18. 17:00 |

| Kecskeméti TE                      | 1 – 0               | Zalaegerszegi TE                    |
| ---------------------------------- | ------------------- | ----------------------------------- |
| Gyagya 35' Čukić 63' Ribánszki 86' | (1 – 0) Jegyzőkönyv | Bogunović 34' Vlaszák 50′ Delić 87' |

| Széktói Stadion, Kecskemét Nézőszám: 3 000 Játékvezető: Fábián Mihály (magyar) |

| 21. forduló 2011. április 2. 17:00 |

| Haladás                                         | 1 – 0               | Kecskeméti TE           |
| ----------------------------------------------- | ------------------- | ----------------------- |
| Tóth 90+3' 76' Fodrek 65' Halmosi 74' Oross 80' | (0 – 0) Jegyzőkönyv | Ebala 26' Radanović 68' |

| Rohonci úti stadion, Szombathely Nézőszám: 5 500 Játékvezető: Veizer Roland (magyar) |

| 22. forduló 2011. április 9. 16:00 |

| Kecskeméti TE                              | 0 – 1               | Lombard Pápa              |
| ------------------------------------------ | ------------------- | ------------------------- |
| Radanović 5' Gyagya 34' Bori 79' Dosso 81′ | (0 – 0) Jegyzőkönyv | Rebryk 79' 79′ Németh 21' |

| Széktói Stadion, Kecskemét Nézőszám: 1 800 Játékvezető: Farkas Ádám (magyar) |

| 23. forduló 2011. április 16. 18:00 |

| Paksi FC                   | 2 – 0               | Kecskeméti TE            |
| -------------------------- | ------------------- | ------------------------ |
| Montvai 11' Bartha 68' 45' | (1 – 0) Jegyzőkönyv | Radanović 65' Balogh 90' |

| Fehérvári úti stadion, Paks Nézőszám: 2 500 Játékvezető: Szilasi Szabolcs (magyar) |

| 24. forduló 2011. április 23. 17:00 |

| Kecskeméti TE                                                                      | 4 – 1               | Kaposvári Rákóczi            |
| ---------------------------------------------------------------------------------- | ------------------- | ---------------------------- |
| Bori 6' (11-esből) 30' Tököli 17' Litsingi 46' Kéthévoama 65' Balogh 60' Ebala 84' | (2 – 0) Jegyzőkönyv | Perić 64' Korhut 5' Máté 11' |

| Széktói Stadion, Kecskemét Nézőszám: 2 500 Játékvezető: Németh Ádám (magyar) |

| 25. forduló 2011. április 26. 18:00 |

| Kecskeméti TE                                               | 2 – 1               | Budapest Honvéd          |
| ----------------------------------------------------------- | ------------------- | ------------------------ |
| Mohl 27' Haman 84' (öngól) Čukić 38' Tököli 76' Vujović 81' | (1 – 1) Jegyzőkönyv | Zelenka 29' 38' Nagy 82' |

| Széktói Stadion, Kecskemét Nézőszám: 2 000 Játékvezető: Farkas Ádám (magyar) |

| 26. forduló 2011. április 29. 19:00 |

| Videoton                          | 2 – 2               | Kecskeméti TE                                      |
| --------------------------------- | ------------------- | -------------------------------------------------- |
| Nikolics 38' Alves 45' (11-esből) | (2 – 2) Jegyzőkönyv | Litsingi 18' Ebala 41' Bori 40' Mohl 45' Dosso 52' |

| Sóstói Stadion, Székesfehérvár Nézőszám: 3 758 Játékvezető: Vad II. István (magyar) Asszisztensek: Ring György Tóth István |

| 27. forduló 2011. május 6. 17:00 |

| Kecskeméti TE                                                | 3 – 3               | Győri ETO                                                          |
| ------------------------------------------------------------ | ------------------- | ------------------------------------------------------------------ |
| Vujović 6' Tököli 47' Kéthévoama 77' Ebala 37' Radanović 56' | (1 – 1) Jegyzőkönyv | Dinjar 35' Pilibaitis 81' (11-esből) Dudás 88' Kiss 70' Völgyi 71' |

| Széktói Stadion, Kecskemét Nézőszám: 2 500 Játékvezető: Szilasi Szabolcs (magyar) |

| 28. forduló 2011. május 11. 17:00 |

| Újpest                                                                 | 2 – 1               | Kecskeméti TE                                                        |
| ---------------------------------------------------------------------- | ------------------- | -------------------------------------------------------------------- |
| Takács 35' (11-esből) 45' Lázár 90+4' (11-esből) Balogh 63' Tajthy 87' | (1 – 1) Jegyzőkönyv | Tököli 24' Mohl 34' Čukić 40' Ribánszki 72' Radanović 72′ Gyagya 84' |

| Szusza Ferenc Stadion, Budapest Nézőszám: 2 512 Játékvezető: Kovács Gábor (magyar) |

| 29. forduló 2011. május 14. 19:00 |

| Kecskeméti TE                              | 2 – 3               | BFC Siófok        |
| ------------------------------------------ | ------------------- | ----------------- |
| Bori 17' (11-esből) Bertus 53' Patvaros 9' | (1 – 2) Jegyzőkönyv | Honma 10' 38' 58' |

| Széktói Stadion, Kecskemét Nézőszám: 2 500 Játékvezető: Solymosi Péter (magyar) |

| 30. forduló 2011. május 20. 18:00 |

| Vasas                    | 1 – 1               | Kecskeméti TE                               |
| ------------------------ | ------------------- | ------------------------------------------- |
| Ponczók 9' Mileusnić 76' | (1 – 0) Jegyzőkönyv | Dosso 50' Kéthévoama 36' Ebala 76' Mohl 89' |

| Illovszky Rudolf Stadion, Budapest Nézőszám: 1 000 Játékvezető: Kovács J. Zoltán (magyar) |

#### A bajnokság végeredménye
| #   | Csapat              | M  | GY | D  | V  | G+ – G– | GK  | P                                                      | Megjegyzések                                   |
| --- | ------------------- | -- | -- | -- | -- | ------- | --- | ------------------------------------------------------ | ---------------------------------------------- |
| 1.  | Videoton (B)        | 30 | 18 | 7  | 5  | 59–29   | +30 | 61                                                     | 2011–2012-es Bajnokok Ligája – 2. selejtezőkör |
| 2.  | Paksi FC            | 30 | 17 | 5  | 8  | 54–38   | +16 | 56                                                     | 2011–2012-es Európa-liga – 1. selejtezőkör     |
| 3.  | Ferencváros         | 30 | 15 | 5  | 10 | 50–43   | +7  | 50                                                     | 2011–2012-es Európa-liga – 1. selejtezőkör     |
| 4.  | Zalaegerszegi TE    | 30 | 14 | 6  | 10 | 51–47   | +4  | 48 \|rowspan="8" style="background-color: #fafafa;" \| |                                                |
| 5.  | Debreceni VSCCV, K  | 30 | 12 | 10 | 8  | 53–43   | +10 | 46                                                     |                                                |
| 6.  | Újpest              | 30 | 13 | 6  | 11 | 50–38   | +12 | 45                                                     |                                                |
| 7.  | Kaposvári Rákóczi   | 30 | 13 | 4  | 13 | 41–42   | −1  | 43                                                     |                                                |
| 8.  | Haladás             | 30 | 11 | 8  | 11 | 42–36   | +6  | 41                                                     |                                                |
| 9.  | Győri ETO           | 30 | 10 | 11 | 9  | 40–35   | +5  | 41                                                     |                                                |
| 10. | Budapest Honvéd     | 30 | 11 | 7  | 12 | 36–39   | −3  | 40                                                     |                                                |
| 11. | Vasas SC            | 30 | 11 | 7  | 12 | 34–46   | −12 | 40                                                     |                                                |
| 12. | Kecskeméti TE (KGY) | 30 | 11 | 3  | 16 | 51–56   | −5  | 36                                                     | 2011–2012-es Európa-liga – 2. selejtezőkör1    |
| 13. | Lombard Pápa        | 30 | 10 | 5  | 15 | 39–52   | −13 | 35 \|rowspan="2" style="background-color: #fafafa;" \| |                                                |
| 14. | BFC SiófokÚ         | 30 | 8  | 10 | 12 | 29–41   | −12 | 34                                                     |                                                |
| 15. | MTK Budapest (K)    | 30 | 8  | 6  | 16 | 35–49   | −14 | 30                                                     | NB II                                          |
| 16. | Szolnoki MÁVÚ (K)   | 30 | 5  | 6  | 19 | 26–56   | −30 | 21                                                     | NB II                                          |

Utolsó frissítés: 2011. május 22. 
Forrás: MLSZ adatbank 
A rangsorolás alapszabályai: 1. összpontszám, 2. győzelmek száma, 3. gólkülönbség, 4. szerzett gólok száma, 5. egymás elleni eredmények összpontszáma,  6. egymás elleni eredmények gólkülönbsége, 7. egymás elleni eredmények szerzett góljainak száma, 8. egymás elleni eredmények idegenben szerzett góljainak száma.
1 A Kecskeméti TE a 2011–2012-es Európa-liga 2. selejtezőkörében indulhat, kupagyőztesként.
(B): Bajnokcsapat, (K): Kieső csapat, (F): Feljutó csapat, (I): Kupainduló, (R): A rájátszás győztese, (KGY): Kupagyőztes

#### Eredmények összesítése
Az alábbi táblázatban összesítve szerepelnek a Kecskeméti TE 2010/11-es bajnokságban elért eredményei.
| Ősz/tavasz (forduló)    | Otthon | Otthon | Otthon | Otthon | Otthon | Otthon | Otthon | Idegenben | Idegenben | Idegenben | Idegenben | Idegenben | Idegenben | Idegenben |
| Ősz/tavasz (forduló)    | M      | GY     | D      | V      | LG–KG  | GK     | P      | M         | GY        | D         | V         | LG–KG     | GK        | P         |
| ----------------------- | ------ | ------ | ------ | ------ | ------ | ------ | ------ | --------- | --------- | --------- | --------- | --------- | --------- | --------- |
| Őszi szezon (1–16.)     | 8      | 5      | 0      | 3      | 18–13  | +5     | 15     | 8         | 2         | 0         | 6         | 12–22     | –10       | 6         |
| Tavaszi szezon (17–30.) | 7      | 4      | 1      | 2      | 15–9   | +6     | 13     | 7         | 0         | 2         | 5         | 6–12      | –6        | 2         |
| Összesen (1–30.)        | 15     | 9      | 1      | 5      | 33–22  | +11    | 28     | 15        | 2         | 2         | 11        | 18–34     | –16       | 8         |

#### Helyezések fordulónként
| Forduló  | 1  | 2  | 3  | 4  | 5  | 6  | 7  | 8  | 9  | 10 | 11 | 12 | 13 | 14 | 15 | 16 | 17 | 18 | 19 | 20 | 21 | 22 | 23 | 24 | 25 | 26 | 27 | 28 | 29 | 30 |
| -------- | -- | -- | -- | -- | -- | -- | -- | -- | -- | -- | -- | -- | -- | -- | -- | -- | -- | -- | -- | -- | -- | -- | -- | -- | -- | -- | -- | -- | -- | -- |
| Helyszín | I  | O  | I  | O  | I  | O  | I  | O  | I  | I  | O  | I  | O  | I  | O  | O  | I  | O  | I  | O  | I  | O  | I  | O  | O  | I  | O  | I  | O  | I  |
| Eredmény | V  | V  | V  | GY | V  | GY | V  | V  | V  | GY | V  | V  | GY | GY | GY | GY | V  | GY | V  | GY | V  | V  | V  | GY | GY | D  | D  | V  | V  | D  |
| Helyezés | 15 | 16 | 16 | 13 | 14 | 12 | 14 | 14 | 14 | 14 | 14 | 14 | 14 | 13 | 11 | 9  | 12 | 8  | 8  | 8  | 10 | 10 | 12 | 11 | 9  | 10 | 10 | 12 | 12 | 12 |

Helyszín: O = Otthon; I = Idegenben. Eredmény: GY = Győzelem; D = Döntetlen; V = Vereség.

### Magyar kupa
A Kecskeméti TE a magyar kupa harmadik fordulójában kapcsolódott be a küzdelmekbe.
| 3. forduló 2010. szeptember 22. 18:00 |

| Békéscsaba 1912 Előre | 1 – 2               | Kecskeméti TE                  |
| --------------------- | ------------------- | ------------------------------ |
| Balázs 35' Oláh 80'   | (1 – 1) Jegyzőkönyv | Gyagya 40' 82' Alempijević 76' |

| Kórház utcai stadion, Békéscsaba Nézőszám: 500 Játékvezető: Németh Ádám (magyar) |

Békéscsaba 1912 Előre SE: Stumpf – Oláh, Ciszár, Makra, Juhász – Szélpál, Olteanu, Horváth (Lázok, 69.), Pozsár - Bernáth (Csák, 61.), Balázs (Bakró, 58.)
Kecskeméti TE: Ribánszki – Mohl, Lambulić, Gyagya, Alempijević – Némedi, Cukić, Ebala, Litsingi - Csordás (Foxi, 69.), Dosso (Tököli, 19.). 
| 4. forduló 2010. október 27. 14:30 |

| Tiszakanyár SE | 0 – 3               | Kecskeméti TE           |
| -------------- | ------------------- | ----------------------- |
|                | (0 – 2) Jegyzőkönyv | Čukić 15' Dosso 17' 62' |

| Tiszakanyár Nézőszám: 400 Játékvezető: Veizer Roland (magyar) |

Tiszakanyár SE: Gazsi – Gombkötő (Hadházi, 57.), Tóth, Fekete, Balázsi – Orgován, Kóka, Simon G. (Marics, a szünetben), Jánvári – Kiss T. (Deák, a szünetben), Dolhai
Kecskeméti TE: Ribánszki – Alempijević, Bagi, Némedi, Farkas I. (Tölgyesi, 69.) – Savić, Čukić (Szabó, 69.), Litsingi (Patvaros, 75.)– Csordás, Dosso, Bertus
| 5. forduló Első mérkőzés 2010. november 10. 17:30 |

| Debreceni VSC      | 0 – 3               | Kecskeméti TE                                            |
| ------------------ | ------------------- | -------------------------------------------------------- |
| Kabát 40' Máté 47′ | (0 – 2) Jegyzőkönyv | Litsingi 23' Alempijević 43' 50' 64' Némedi 61' Bori 90' |

| Oláh Gábor utcai stadion, Debrecen Nézőszám: 500 Játékvezető: Szilasi Szabolcs (magyar) |

Debreceni VSC: Verpecz – Bernáth, Máté, Komlósi, Korhut – Pavlović (Szűcs, 51.), Kiss, Spitzmüller, Bódi - Szilágyi (Coulibaly, 64.), Kabát (Laczkó, 57.)
Kecskeméti TE: Ribánszki – Némedi, Gyagya, Balogh, Mohl – Ebala (Csordás, 74.), Cukić (Savić, 55.) – Foxi, Alempijević, Litsingi (Bori, 57.) – Tököli
| 5. forduló Visszavágó 2011. március 1. 18:00 |

| Kecskeméti TE                              | 3 – 1               | Debreceni VSC |
| ------------------------------------------ | ------------------- | ------------- |
| Tököli 13' Litsingi 35' Foxi 81' Ebala 75' | (2 – 1) Jegyzőkönyv | Kabát 45'     |

| Széktói Stadion, Kecskemét Nézőszám: 1 000 Játékvezető: Erdős József (magyar) |

Kecskeméti TE: Ribánszki – Gyagya, Urbán, Balogh, Mohl (Farkas I., 80.) – Cukić, Ebala – Bori, Bertus, Litsingi (Savić 69.) – Tököli (Foxi, 46.)
Debreceni VSC: Verpecz – Bernáth, Simacs, Mijadinovszki, Fodor – Spitzmüller (Coulibaly 69.), Varga, Czvitkovics, Szakály (Bódi, 60.) – Farkas II. B. (Yannick 46.), Kabát
| 6. forduló (Negyeddöntő) Első mérkőzés 2011. március 9. 17:00 |

| Kecskeméti TE                                                       | 5 – 1               | BFC Siófok                          |
| ------------------------------------------------------------------- | ------------------- | ----------------------------------- |
| Tököli 8' Vujović 10' 23' Savić 41' Fehér 49' (öngól) Radanović 62' | (4 – 0) Jegyzőkönyv | Márton 46' Katona 28' Ludánszki 69' |

| Széktói Stadion, Kecskemét Nézőszám: 1 500 Játékvezető: Veizer Roland (magyar) |

Kecskeméti TE: Ribánszki – Gyagya, Radanović, Balogh B., Mohl – Bori, Alempijević, Savić (Ebala, 72.), Litsingi – Tököli (Foxi, a szünetben), Vujović (Bertus, 64.)
BFC Siófok: Molnár P. – Mogyorósi (Pécseli, a szünetben), Fehér Zs., Márton, László A. – Csordás (Marozsán, 64.), Ludánszki, Katona (Horváth A., a szünetben), Lukács – Melczer, Délczeg
| 6. forduló (Negyeddöntő) Visszavágó 2011. március 15. 14:00 |

| BFC Siófok  | 1 – 1               | Kecskeméti TE                          |
| ----------- | ------------------- | -------------------------------------- |
| Melczer 15' | (1 – 1) Jegyzőkönyv | Dosso 12' Savić 8' Urbán 69' Ebala 90' |

| Révész Géza utcai stadion, Siófok Nézőszám: 300 Játékvezető: Kulcsár Katalin (magyar) |

| Elődöntő Első mérkőzés 2011. április 19. 18:00 |

| Kecskeméti TE                                                     | 5 – 1               | Zalaegerszegi TE                                       |
| ----------------------------------------------------------------- | ------------------- | ------------------------------------------------------ |
| Foxi 7' 89' Tököli 18' Litsingi 29' 34' Alempijević 51' Ebala 69' | (4 – 0) Jegyzőkönyv | Kamber 79' Turkovs 20' Varga 42' Balázs 62' Szalai 75' |

| Széktói Stadion, Kecskemét Nézőszám: 2 200 Játékvezető: Miquel Alvaro Garcia (chilei) |

| Elődöntő Visszavágó 2011. május 3. 17:00 |

| Zalaegerszegi TE | 0 – 0               | Kecskeméti TE |
| ---------------- | ------------------- | ------------- |
| Delić 54'        | (0 – 0) Jegyzőkönyv | Gyagya 65'    |

| ZTE Aréna, Zalaegerszeg Nézőszám: 500 Játékvezető: Gaál Gyöngyi (magyar) |

| Döntő 2011. május 17. 19:00 |

| Kecskeméti TE                           | 3 – 2                         | Videoton                                    |
| --------------------------------------- | ----------------------------- | ------------------------------------------- |
| Foxi 2' 14' 80' Litsingi 65' Tököli 65' | (2 – 0) Jegyzőkönyv Részletek | Čukić 48' (öngól) Nikolics 82' Polonkai 40' |

| Puskás Ferenc Stadion, Budapest Nézőszám: 5 000 Játékvezető: Iványi Zoltán (magyar) |

### Ligakupa
A KTE a Ligakupa A csoportjába kapott besorolást. A három csapat közül Kecskeméti TE jutott tovább csoportelsőként a negyeddöntőbe, ahol a címvédő Debreceni VSC búcsúztatta. A KTE ezzel együtt is az eddigi legjobb szereplését mutatta be a ligakupában.

#### Csoportkör (A csoport)
| 2010. július 28. 19:00 |

| Kecskeméti TE                      | 4 – 2               | Budapest Honvéd                 |
| ---------------------------------- | ------------------- | ------------------------------- |
| Wilson 32' 69' Simon 33' Koncz 43' | (3 – 0) Jegyzőkönyv | Jammeh 46' Vólent 66' Cséke 45' |

| Széktói Stadion, Kecskemét Nézőszám: 300 Játékvezető: Oláh Gábor (magyar) |

Kecskeméti TE: Tóth – Bori (Tölgyesi, a szünetben), Bagi, Gyagya, Alempijević (Farkas, 60.) – Wilson, Cukić (Foxi, a szünetben), Koncz, Bertus - Simon A. (Szabó T, 60.), Dosso (Ebala, 60.).
Budapest Honvéd FC: Kunsági – Baráth (Azevedo, a szünetben), Remes, Cséke, Czár (Nagy A. a szünetben) – Sós, Hidi, Horváth A., Bojtor (Farkas M., 75.) – Haruna (Vernes, 72.), Vólent
| 2010. november 3. 13:00 |

| Szolnoki MÁV       | 1 – 1               | Kecskeméti TE           |
| ------------------ | ------------------- | ----------------------- |
| Koós 58' Antal 23' | (0 – 0) Jegyzőkönyv | Csordás 90+1' Szabó 70' |

| Tiszaligeti stadion, Szolnok Nézőszám: 100 Játékvezető: Gaál Gyöngyi (magyar) |

Szolnoki MÁV: Tarczy – Schindler, Antal (Stanisić, 60.), Mile (Vörös, 55.), Hevesi-Tóth (Szalai, 62.) - Rokszin, Lengyel, Búrány, Tchami - N’Galle, Remili (Koós, 55.)
Kecskeméti TE: Tóth Z. – Urbán, Bagi, Gyagya (Nagy V., a szünetben), Farkas I. (Máté, 75.) – Patvaros (Farkas A., 55.), Bertus (Brdarić, 55.), Hegedűs (Tölgyesi, a szünetben) – Csordás, Dosso, Szabó T
| 2010. november 24. 13:00 |

| Kecskeméti TE                                  | 4 – 0               | Szolnoki MÁV                         |
| ---------------------------------------------- | ------------------- | ------------------------------------ |
| Dosso 30' 55' Savić 59' Litsingi 70' Ebala 32' | (1 – 0) Jegyzőkönyv | Hevesi-Tóth 27' Tarczy 58' Antal 73' |

| Széktói Stadion, Kecskemét Nézőszám: 200 Játékvezető: Szőts Gergely (magyar) |

Kecskeméti TE: Holczer – Koszó, Urbán, Bagi, Farkas I. – Patvaros (Tölgyesi, a szünetben), Bertus (Farkas A., 64.), Ebala (Savić, a szünetben), Bori (Litsingi, a szünetben)– Dosso, Csordás (Foxi, a szünetben)
Szolnoki MÁV: Tarczy – Schindler, Urbán-Szabó, Antal, Rokszin – Hevesi-Tóth, Vörös (Tóth N. 73.), Tchami (Felföldi, 64.), Blaskovits (Szép, 87.) – Lengyel, Kalmár (Kalóz, 89.)
| 2010. december 4. 13:00 |

| Budapest Honvéd | 0 – 2               | Kecskeméti TE                                                          |
| --------------- | ------------------- | ---------------------------------------------------------------------- |
| Hajdú 70'       | (0 – 1) Jegyzőkönyv | Alempijević 25' 68' Dosso 56' Mohl 31' Tököli 41' Balogh 75' Koszó 89' |

| Bozsik József Stadion, Budapest Játékvezető: Radványi Ádám (magyar) |

Budapest Honvéd: Kemenes – Takács (Varga P., 60.), Debreceni, Cséke, Hajdú – Sós (Vólent, 54.), Horváth (Bojtor, 66.), Hidi, Akassou (Nagy A., 71.) – Rufino (Rouani, 77.), Abass
Kecskeméti TE: Tóth Z. - Koszó, Gyagya, Balogh, Mohl (Farkas, 66.) - Ebala, Savić (Bertus a szünetben)– Alempijević, Litsingi (Csordás, a szünetben), Foxi (Patvaros, 63.)- Tököli (Dosso, a szünetben)

#### Az A csoport végeredménye

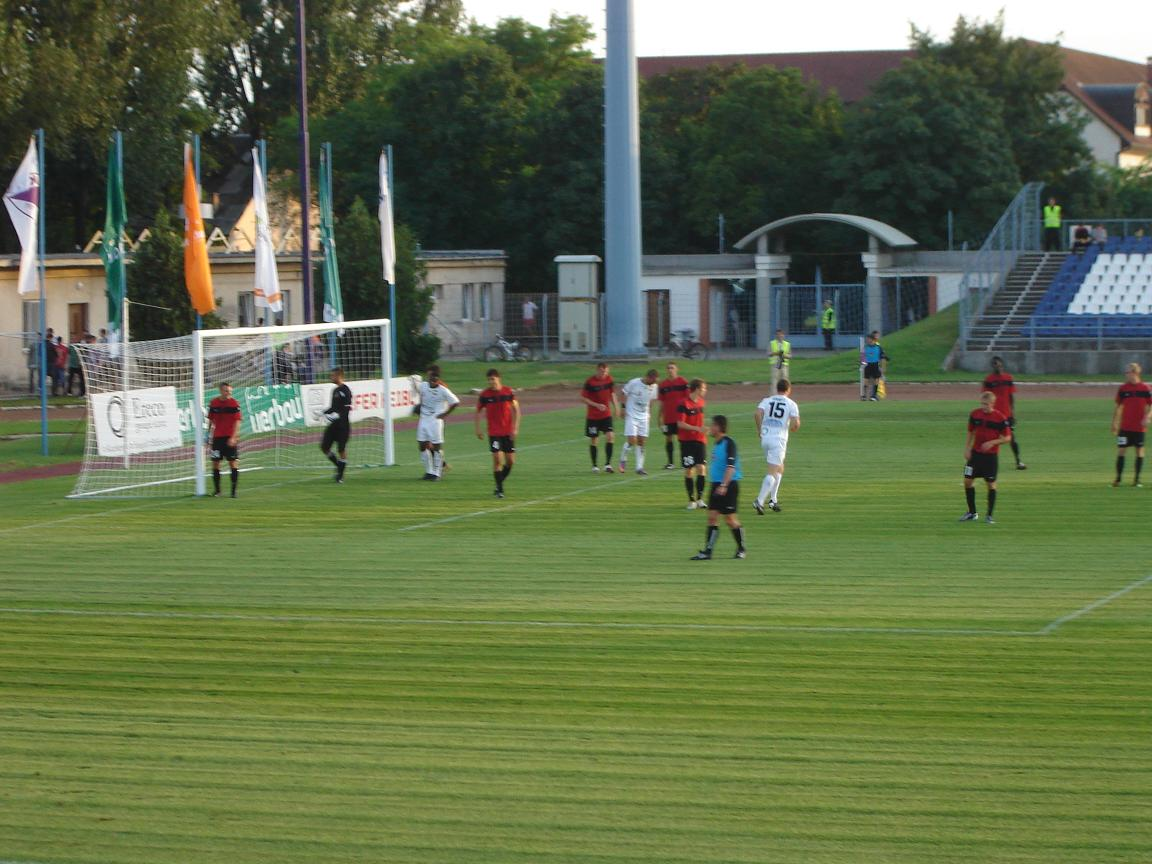
KTE - Budapest Honvéd Ligakupa-mérkőzés

| Színmagyarázat | Színmagyarázat                                                 |
| -------------- | -------------------------------------------------------------- |
|                | A csoportelső bejutott a negyeddöntőbe.                        |
|                | A csoport többi helyezettje nem folytathatta a kupaszereplést. |

| Csapat          | M | Gy | D | V | G+ | G– | Gk | P  |
| --------------- | - | -- | - | - | -- | -- | -- | -- |
| Kecskeméti TE   | 4 | 3  | 1 | 0 | 11 | 3  | +8 | 10 |
| Szolnoki MÁV    | 4 | 1  | 1 | 2 | 6  | 10 | –4 | 4  |
| Budapest Honvéd | 4 | 1  | 0 | 3 | 7  | 11 | –4 | 3  |

#### Negyeddöntő
| 2011. február 19. 14:00 |

| Debreceni VSC                 | 2 – 0               | Kecskeméti TE                                             |
| ----------------------------- | ------------------- | --------------------------------------------------------- |
| Varga 24' Illés 65' Ramos 74' | (1 – 0) Jegyzőkönyv | Čukić 52' Alempijević 84' Balogh 84' Radanović 77′, 90+3′ |

| Oláh Gábor utcai stadion, Debrecen Nézőszám: 1 200 Játékvezető: Radványi Ádám (magyar) |

Debreceni VSC: Verpecz - Nagy Z., Komlósi, Szűcs, Fodor - Bódi
(Szakály 78.), Varga J., Spitzmüller (Ramos 46.), Vinicius (Yannick
46.) - Illés (Mokánszki 91.), Coulibaly (Salami 46.)
Kecskeméti TE: Ribánszki - Gyagya (Preklet 65.), Radanović,
Balogh (Urbán 88.) B., Mohl - Savić (Ebala 65.), Alempijević, Bertus
(Čukić 46.), Bori (Litsingi 46.) - Tököli, Foxi
| 2011. február 22. 13:45 |

| Kecskeméti TE                                                                               | 1 – 0               | Debreceni VSC                    |
| ------------------------------------------------------------------------------------------- | ------------------- | -------------------------------- |
| Litsingi 81' (11-esből) Koszó 26' Ebala 30' Farkas 41′ Foxi 58' Vujović 59' Alempijević 89' | (0 – 0) Jegyzőkönyv | Mokánszki 17' Fodor 18' Nagy 80' |

| Széktói Stadion, Kecskemét Nézőszám: 400 Játékvezető: Takács János (magyar) |

Kecskeméti TE: Aković - Preklet, Koszó, Urbán, Farkas I. -
Ebala, Tölgyesi (Alempijević, a szünetben), Cukić (Bertus, 64.), Bori
(Foxi, a szünetben) - Vujović (Dosso, 64.), Farkas A. (Litsingi, a
szünetben)
Debreceni VSC: Verpecz - Nagy Z., Komlósi, Szűcs I., Fodor -
Bódi, Varga, Spitzmüller, Vinicius  (Ferenczi, 74.)- Mokánszki
(Csorba, 71.), Coulibaly (Lucas, 91.)

### Teremlabdarúgó bajnokság
A Kecskeméti TE a Borsodi Teremlabdarúgó-bajnokság szegedi selejtezőjének “A” csoportjában lépett pályára a Szolnoki MÁV és a Ferencváros ellen. Előbbi meccsen 1-3-ra kikapott, utóbbin pedig 3-2-re nyert. Mivel körbeverés alakult ki, mindhárom csapat azonos pontszámmal rendelkezett, így a rosszabb gólkülönbsége miatt a KTE nem jutott tovább.

### Nyári felkészülési mérkőzések
| 2010. június 29. 17:00 |

| Kecskeméti TE                              | 3 – 0   | FK LAFC Lučenec |
| ------------------------------------------ | ------- | --------------- |
| Bertus 11' Szabó 15' Pavlovkin 26' (öngól) | (3 – 0) |                 |

| Széktói Stadion, Kecskemét Nézőszám: 150 Játékvezető: Berger (magyar) |

| 2010. július 2. 17:30 |

| Kecskeméti TE                                                                     | 5 – 0   | DVSC-DEAC |
| --------------------------------------------------------------------------------- | ------- | --------- |
| Némedi 16' (11-esből) Litsingi 39' Simon 56' (11-esből) 71' Ludánszki 67' (öngól) | (2 – 0) |           |

| Széktói Stadion, Kecskemét Nézőszám: 100 Játékvezető: Kőrösi J. (magyar) |

| 2010. július 10. |

| Kecskeméti TE        | 2 – 1   | NK CM Celje |
| -------------------- | ------- | ----------- |
| Tököli 43' Dosso 62' | (1 – 1) | ? 22'       |

| Heiligenkreuz, Ausztria |

| 2010. július 13. 18:00 |

| Kecskeméti TE       | 2 – 0   | Szigetszentmiklósi TK |
| ------------------- | ------- | --------------------- |
| Ebala 55' Dosso 84' | (0 – 0) |                       |

| Széktói Stadion, Kecskemét Nézőszám: 120 Játékvezető: Kávai (magyar) |

| 2010. július 16. 17:30 |

| Kecskeméti TE  | 1 – 1   | Pécsi MFC  |
| -------------- | ------- | ---------- |
| Kéthévoama 44' | (1 – 0) | Bozsik 87' |

| Széktói Stadion, Kecskemét Nézőszám: 100 Játékvezető: Eke L. (magyar) |

| 2010. július 22. 17:30 |

| Kecskeméti TE          | 2 – 0   | Eskişehirspor |
| ---------------------- | ------- | ------------- |
| Tököli 24' Csordás 67' | (1 – 0) |               |

| Mosonmagyaróvár Nézőszám: 50 Játékvezető: Vadász Cs. (magyar) |

| 2010. július 24. 18:00 |

| Kecskeméti TE | 2 – 3   | Hapóél Petah Tikva F.C. |
| ------------- | ------- | ----------------------- |
| Simon 52' 70' | (0 – 2) | ?                       |

| Vízművek pálya, Budapest Nézőszám: 50 Játékvezető: Gaál Gyöngyi (magyar) |

| 2010. szeptember 1. |

| Solti FC   | 1 – 1   | Kecskeméti TE |
| ---------- | ------- | ------------- |
| Csernik 6' | (1 – 1) | Csordás 45'   |

| Solt Nézőszám: 150 |

### Téli felkészülési mérkőzések
| 2011. január 15. |

| Kecskeméti TE      | 2 – 0   | Kecskeméti TE II |
| ------------------ | ------- | ---------------- |
| Dosso 39' Mohl 45' | (0 – 0) |                  |

| Széktói Stadion, Kecskemét |

| 2011. január 22. 11:00 |

| Kecskeméti TE                | 4 – 0   | BKV Előre SC |
| ---------------------------- | ------- | ------------ |
| Simon 37' 73' Tököli 58' 64' | (1 – 0) |              |

| Széktói Stadion, Kecskemét Nézőszám: 150 |

| 2011. január 26. |

| NK Karlovac | 2 – 2   | Kecskeméti TE          |
| ----------- | ------- | ---------------------- |
| ?           | (2 – 1) | Litsingi 43' Simon 75' |

| Zminj, Horvátország |

| 2011. január 29. 11:00 |

| NK Medulin 1921 | 2 – 7   | Kecskeméti TE                                              |
| --------------- | ------- | ---------------------------------------------------------- |
| ?               | (1 – 3) | Simon 7' (11-esből) 21' 22' 70' 88' Tölgyesi 47' Dosso 75' |

| Novigrad, Horvátország |

| 2011. január 29. |

| NK Primorje | 0 – 2   | Kecskeméti TE  |
| ----------- | ------- | -------------- |
|             | (0 – 2) | Tököli 25' 42' |

| Novigrad, Horvátország |

| 2011. február 1. |

| NK Domžale | 0 – 0   | Kecskeméti TE |
| ---------- | ------- | ------------- |
|            | (0 – 0) |               |

| Novigrad, Horvátország |

| 2011. február 3. |

| FC Baník Ostrava | 0 – 1 | Kecskeméti TE |
| ---------------- | ----- | ------------- |
|                  | ()    | Simon         |

| Novigrad, Horvátország |

| 2011. február 3. |

| NK Zadar | 0 – 1 | Kecskeméti TE |
| -------- | ----- | ------------- |
|          | ()    | Dosso         |

| Novigrad, Horvátország |

| 2011. február 5. |

| NK Pomorac       | 1 – 2   | Kecskeméti TE                       |
| ---------------- | ------- | ----------------------------------- |
| ? 59' (11-esből) | (0 – 0) | Savić 85' (11-esből) Kéthévoama 88' |

| Novigrad, Horvátország |

| 2011. február 7. |

| HNK Rijeka            | 2 – 0   | Kecskeméti TE |
| --------------------- | ------- | ------------- |
| Zijler 10' Čagalj 31' | (2 – 0) |               |

| Novigrad, Horvátország |

| 2011. február 10. 11:00 |

| Kecskeméti TE     | 2 – 2   | Radnički Zombor |
| ----------------- | ------- | --------------- |
| Čukić 5' Bori 51' | (1 – 2) | ?               |

| Széktói Stadion, Kecskemét Nézőszám: 150 |

| 2011. február 15. |

| Sándorfalva SC | 0 – 9   | Kecskeméti TE                                         |
| -------------- | ------- | ----------------------------------------------------- |
|                | (0 – 0) | Tököli Kéthévoama Farkas Tölgyesi Litsingi Bori Savić |

| Sándorfalva |

### Az NB III-as csapat bajnoki mérkőzései
A Kecskeméti TE tartalékcsapata ebben az évben is az NB III Alföld csoportjába kapott besorolást.
| 2010. augusztus 15. 17:00 |

| Kecskeméti TE II.                                   | 7 – 3   | Jánoshidai SE                   |
| --------------------------------------------------- | ------- | ------------------------------- |
| Dosso 5' Szabó 17' 40' 64' Gyagya 23' Balog 53' 55' | (4 – 1) | Pelles 31' Fekete 67' Rontó 74' |

| Széktói Stadion, Kecskemét Játékvezető: Fülöp István Zoltán (magyar) |

| 2010. augusztus 21. 17:00 |

| Jász Sport FC                                           | 5 – 1   | Kecskeméti TE II.   |
| ------------------------------------------------------- | ------- | ------------------- |
| Molnár B. 12' Németh Gy. 37' 54' Gulyás 66' Tóth M. 80' | (2 – 1) | Balog 35' Urbán 66′ |

| Jászberény |

| 2010. augusztus 29. 17:00 |

| Kecskeméti TE II.   | 2 – 2   | Szarvasi FC            |
| ------------------- | ------- | ---------------------- |
| Balog 74' Szabó 80' | (0 – 1) | Erdősi 15' Somogyi 63' |

| Széktói Stadion, Kecskemét |

| 2010. szeptember 4. 16:30 |

| Szabadkígyósi SC | 0 – 2   | Kecskeméti TE II.              |
| ---------------- | ------- | ------------------------------ |
|                  | (0 – 1) | Balog 22' (11-esből) Dosso 46' |

| Szabadkígyós |

| 2010. szeptember 12. 16:30 |

| Kecskeméti TE II.           | 4 – 0   | Szolnoki Spartacus |
| --------------------------- | ------- | ------------------ |
| Balog 5' 39' 40' Bertus 87' | (3 – 0) |                    |

| Műkertvárosi műfüves pálya, Kecskemét |

| 2010. szeptember 18. 16:00 |

| Tisza Volán SC                   | 2 – 2   | Kecskeméti TE II.      |
| -------------------------------- | ------- | ---------------------- |
| Mészáros 10' (11-esből) Kéri 77' | (1 – 1) | Nagy V. 39' Farkas 90' |

| Szeged Játékvezető: György Sándor (magyar) |

| 2010. szeptember 26. 16:00 |

| Kecskeméti TE II. | 1 – 4   | Csepel FC                                       |
| ----------------- | ------- | ----------------------------------------------- |
| Wilson 43'        | (1 – 2) | Balogh 13' Teplán 19' Horváth 51' Miskovicz 84' |

| Széktói Stadion, Kecskemét Nézőszám: 100 Játékvezető: Szöllősi Ferenc (magyar) |

| 2010. október 3. 15:00 |

| Kecskeméti TE II. | 0 – 0   | Szolnoki MÁV FC II |
| ----------------- | ------- | ------------------ |
|                   | (0 – 0) |                    |

| Széktói Stadion, Kecskemét Nézőszám: 100 |

| 2010. október 16. 14:30 |

| Tököl VSK   | 1 – 0   | Kecskeméti TE II. |
| ----------- | ------- | ----------------- |
| Radnics 74' | (0 – 0) | Tóth I. 31′       |

| Tököl |

| 2010. október 24. 14:30 |

| Kecskeméti TE II. | 0 – 0   | FC Dabas |
| ----------------- | ------- | -------- |
|                   | (0 – 0) |          |

| Széktói Stadion, Kecskemét |

| 2010. november 7. 13:30 |

| Kecskeméti TE II.    | 2 – 1   | Hódmezővásárhelyi FC |
| -------------------- | ------- | -------------------- |
| Csurka 21' Balog 49' | (1 – 0) | Varga M. 90'         |

| Széktói Stadion, Kecskemét |

| 2010. november 13. 13:30 |

| KITE-Szeged | 0 – 0   | Kecskeméti TE II. |
| ----------- | ------- | ----------------- |
|             | (0 – 0) |                   |

| Szeged |

| 2010. november 21. 13:00 |

| Kecskeméti TE II. | 1 – 3   | Újbuda TC                 |
| ----------------- | ------- | ------------------------- |
| Hajnal G. 92'     | (0 – 0) | Kun 59' Kovács G. 83' 90' |

| Széktói Stadion, Kecskemét |

| 2010. november 27. 13:00 |

| Gyulai TFC     | 2 – 0   | Kecskeméti TE II. |
| -------------- | ------- | ----------------- |
| Nagy G. 4' 32' | (2 – 0) |                   |

| Gyula |

| 2011. március 6. |

| Jánoshidai SE            | 2 – 4   | Kecskeméti TE II.                    |
| ------------------------ | ------- | ------------------------------------ |
| Pelles 15' Lajkovics 64' | (1 – 2) | Máté 21.' Kiss L. 32' 77' Sánta 79.' |

| Jánoshida Nézőszám: 300 Játékvezető: Benyovszki (magyar) |

| 2011. március 13. |

| Kecskeméti TE II. | 3 – 0          | Jász Sport FC |
| ----------------- | -------------- | ------------- |
|                   | (játék nélkül) |               |

|  |

### Az NB III-as csapat nyári felkészülési mérkőzései
| 2010. július 14. 18:00 |

| Soltvadkerti TE | 0 – 3 | Kecskeméti TE II.       |
| --------------- | ----- | ----------------------- |
|                 |       | Ondoa Hajnal G. Máté G. |

| Soltvadkert |

| 2010. július 17. |

| Kecskeméti TE II.                | 5 – 2   | Solti FC |
| -------------------------------- | ------- | -------- |
| Szűcs L. Kiss L. Hajnal G. Ondoa | (1 – 0) | ?        |

| Széktói Stadion 2-es pálya, Kecskemét |

| 2010. július 21. |

| Tisza Volán SC | 0 – 4   | Kecskeméti TE II. |
| -------------- | ------- | ----------------- |
|                | (0 – 1) | Balog Szabó Bagi  |

| Felső Tisza-parti Stadion, Szeged |

| 2010. július 24. 11:00 |

| Kecskeméti TE II. | 0 – 2   | Ceglédi VSE |
| ----------------- | ------- | ----------- |
|                   | (0 – 1) | ?           |

| Széktói Stadion 2-es pálya, Kecskemét |

| 2010. július 29. 18:30 |

| Kecskeméti TE II. | 5 – 2   | Ladánybene FC |
| ----------------- | ------- | ------------- |
| Szabó Balog Frank | (3 – 2) | ?             |

| Széktói Stadion 3-as pálya, Kecskemét Nézőszám: 50 |

| 2010. július 31. 11:00 |

| Kecskeméti TE II.   | 5 – 2   | Solti FC |
| ------------------- | ------- | -------- |
| Szabó Balog Máté G. | (2 – 1) | ?        |

| Széktói Stadion, Kecskemét |

| 2010. augusztus 7. |

| Kecskeméti TE II. | 5 – 0 | Izsáki Sárfehér SE |
| ----------------- | ----- | ------------------ |
| Bertus Szabó Nagy |       |                    |

| Széktói Stadion, Kecskemét |

## Statisztikák
| #  |                           | Poszt | Név                     | NB I | NB I | NB I | NB I | NB I | Magyar Kupa | Magyar Kupa | Magyar Kupa | Magyar Kupa | Magyar Kupa | Ligakupa | Ligakupa | Ligakupa | Ligakupa | Ligakupa | Összesen | Összesen | Összesen | Összesen | Összesen |
| #  | Mérk                      | Poszt | Név                     | Gól  | Perc |      |      | Mérk | Gól         | Perc        |             |             | Mérk        | Gól      | Perc     |          |          | Mérk     | Gól      | Perc     |          |          |          |
| -- | ------------------------- | ----- | ----------------------- | ---- | ---- | ---- | ---- | ---- | ----------- | ----------- | ----------- | ----------- | ----------- | -------- | -------- | -------- | -------- | -------- | -------- | -------- | -------- | -------- | -------- |
| 1  | magyar                    | GK    | Tóth Zoltán             | 0    | 0    | 0    | 0    | 0    | 0           | 0           | 0           | 0           | 0           | 1        | 0        | 90       | 0        | 0        | 1        | 0        | 90       | 0        | 0        |
| 2  | magyar                    | MF    | Farkas András           | 0    | 0    | 0    | 0    | 0    | 0           | 0           | 0           | 0           | 0           | 1        | 0        | 38       | 0        | 0        | 1        | 0        | 38       | 0        | 0        |
| 3  | magyar                    | DF    | Electo Wilson           | 3    | 0    | 62   | 0    | 0    | 0           | 0           | 0           | 0           | 0           | 1        | 2        | 90       | 0        | 0        | 4        | 2        | 152      | 0        | 0        |
| 4  | montenegrói               | DF    | Mladen Lambulić         | 9    | 0    | 765  | 2    | 0    | 1           | 0           | 90          | 0           | 0           | –        | –        | –        | –        | –        | 10       | 0        | 855      | 2        | 0        |
| 5  | magyar                    | DF    | Farkas István           | 3    | 0    | 248  | 0    | 0    | 1           | 0           | 64          | 0           | 0           | 1        | 0        | 30       | 0        | 0        | 6        | 0        | 397      | 0        | 0        |
| 6  | magyar                    | DF    | Balogh Béla             | 9    | 1    | 725  | 0    | 0    | 0           | 0           | 0           | 0           | 0           | 0        | 0        | 0        | 0        | 0        | 9        | 1        | 725      | 0        | 0        |
| 7  | szerb                     | MF    | Aleksandar Alempijević  | 4    | 0    | 240  | 0    | 1    | 2           | 1           | 180         | 0           | 0           | 1        | 0        | 45       | 0        | 0        | 7        | 1        | 465      | 0        | 1        |
| 7  | magyar                    | FW    | Hegedűs Ádám            | 0    | 0    | 0    | 0    | 0    | 0           | 0           | 0           | 0           | 0           | 1        | 0        | 45       | 0        | 0        | 1        | 0        | 45       | 0        | 0        |
| 8  | magyar                    | MF    | Koncz Zsolt             | 6    | 0    | 425  | 1    | 0    | 0           | 0           | 0           | 0           | 0           | 1        | 1        | 90       | 0        | 0        | 7        | 1        | 515      | 1        | 0        |
| 9  | magyar                    | FW    | Simon Attila            | 3    | 1    | 119  | 0    | 0    | 0           | 0           | 0           | 0           | 0           | 1        | 1        | 60       | 0        | 0        | 4        | 2        | 179      | 0        | 0        |
| 9  | magyar                    | FW    | Balog Marcell           | 1    | 0    | 0    | 0    | 0    | 0           | 0           | 0           | 0           | 0           | 0        | 0        | 0        | 0        | 0        | 1        | 0        | 0        | 0        | 0        |
| 10 | montenegrói               | MF    | Vladan Savić            | 8    | 0    | 360  | 1    | 0    | 1           | 0           | 90          | 0           | 0           | 0        | 0        | 0        | 0        | 0        | 9        | 0        | 450      | 1        | 0        |
| 10 | magyar                    | MF    | Nagy Viktor             | 0    | 0    | 0    | 0    | 0    | 0           | 0           | 0           | 0           | 0           | 1        | 0        | 45       | 0        | 0        | 1        | 0        | 45       | 0        | 0        |
| 11 | magyar                    | FW    | Csordás Csaba           | 8    | 1    | 389  | 1    | 0    | 2           | 0           | 159         | 0           | 0           | 0        | 0        | 0        | 0        | 0        | 10       | 1        | 548      | 1        | 0        |
| 12 | magyar                    | MF    | Némedi Norbert          | 9    | 3    | 741  | 0    | 0    | 2           | 0           | 180         | 0           | 0           | 0        | 0        | 0        | 0        | 0        | 11       | 3        | 921      | 0        | 0        |
| 13 | magyar                    | GK    | Holczer Ádám            | 4    | 0    | 382  | 2    | 0    | 0           | 0           | 0           | 0           | 0           | 0        | 0        | 0        | 0        | 0        | 5        | 0        | 382      | 2        | 0        |
| 14 | szerb                     | MF    | Vladan Čukić            | 11   | 0    | 840  | 4    | 0    | 2           | 1           | 152         | 0           | 0           | 1        | 0        | 45       | 0        | 0        | 14       | 1        | 1037     | 4        | 0        |
| 14 | szerb                     | MF    | Vladan Brdarić          | 0    | 0    | 0    | 0    | 0    | 0           | 0           | 0           | 0           | 0           | 1        | 0        | 38       | 0        | 0        | 1        | 0        | 38       | 0        | 0        |
| 15 | román                     | DF    | Gyagya Attila           | 7    | 2    | 583  | 4    | 0    | 1           | 1           | 90          | 1           | 0           | 1        | 0        | 90       | 0        | 0        | 9        | 3        | 763      | 5        | 0        |
| 17 | kamerun                   | MF    | Bodiong Christian Ebala | 8    | 0    | 639  | 3    | 0    | 1           | 0           | 90          | 0           | 0           | 1        | 0        | 30       | 0        | 0        | 10       | 0        | 759      | 3        | 0        |
| 17 | magyar                    | DF    | Urbán Pál               | 0    | 0    | 0    | 0    | 0    | 0           | 0           | 0           | 0           | 0           | 1        | 0        | 90       | 0        | 0        | 1        | 0        | 90       | 0        | 0        |
| 18 | Kongói Köztársaság        | MF    | Francis Litsingi        | 10   | 3    | 681  | 0    | 0    | 2           | 0           | 162         | 0           | 0           | 0        | 0        | 0        | 0        | 0        | 12       | 3        | 843      | 0        | 0        |
| 19 | elefántcsontpart          | FW    | Sindou Dosso            | 3    | 0    | 34   | 0    | 0    | 2           | 2           | 109         | 0           | 0           | 1        | 0        | 60       | 0        | 0        | 6        | 2        | 203      | 0        | 0        |
| 20 | Közép-afrikai Köztársaság | MF    | Foxi Kéthévoama         | 9    | 2    | 623  | 1    | 0    | 1           | 0           | 21          | 0           | 0           | 1        | 0        | 45       | 0        | 0        | 11       | 2        | 689      | 1        | 0        |
| 21 | magyar                    | MF    | Bori Gábor              | 10   | 0    | 825  | 2    | 1    | 0           | 0           | 0           | 0           | 0           | 1        | 0        | 60       | 0        | 0        | 11       | 0        | 885      | 2        | 1        |
| 21 | magyar                    | MF    | Máté Gergő              | 0    | 0    | 0    | 0    | 0    | 0           | 0           | 0           | 0           | 0           | 1        | 0        | 18       | 0        | 0        | 1        | 0        | 18       | 0        | 0        |
| 22 | magyar                    | MF    | Bagi István             | 0    | 0    | 0    | 0    | 0    | 1           | 0           | 90          | 0           | 0           | 1        | 0        | 90       | 0        | 0        | 2        | 0        | 180      | 0        | 0        |
| 23 | magyar                    | MF    | Patvaros Zsolt          | 0    | 0    | 0    | 0    | 0    | 1           | 0           | 18          | 0           | 0           | 0        | 0        | 0        | 0        | 0        | 1        | 0        | 18       | 0        | 0        |
| 26 | magyar                    | MF    | Bertus Lajos            | 3    | 0    | 161  | 0    | 0    | 1           | 0           | 90          | 0           | 0           | 1        | 0        | 90       | 0        | 0        | 5        | 0        | 341      | 0        | 0        |
| 27 | magyar                    | FW    | Szabó Tamás             | 0    | 0    | 0    | 0    | 0    | 1           | 0           | 26          | 0           | 0           | 1        | 0        | 30       | 0        | 0        | 2        | 0        | 56       | 0        | 0        |
| 28 | szlovák                   | GK    | Ribánszki László        | 7    | 0    | 606  | 0    | 1    | 2           | 0           | 180         | 0           | 0           | 0        | 0        | 0        | 0        | 0        | 9        | 0        | 786      | 0        | 1        |
| 55 | magyar                    | FW    | Tököli Attila           | 10   | 4    | 843  | 2    | 1    | 1           | 0           | 71          | 0           | 0           | 0        | 0        | 0        | 0        | 0        | 11       | 4        | 914      | 2        | 1        |
| 85 | magyar                    | DF    | Mohl Dávid              | 6    | 0    | 485  | 0    | 0    | 1           | 0           | 90          | 0           | 0           | 0        | 0        | 0        | 0        | 0        | 7        | 0        | 575      | 0        | 0        |
| 88 | magyar                    | DF    | Tölgyesi Viktor         | 0    | 0    | 0    | 0    | 0    | 1           | 0           | 28          | 0           | 0           | 1        | 0        | 45       | 0        | 0        | 2        | 0        | 73       | 0        | 0        |

## Lásd még
- 2010–11 a magyar labdarúgásban